# Guangzhou-Peugeot

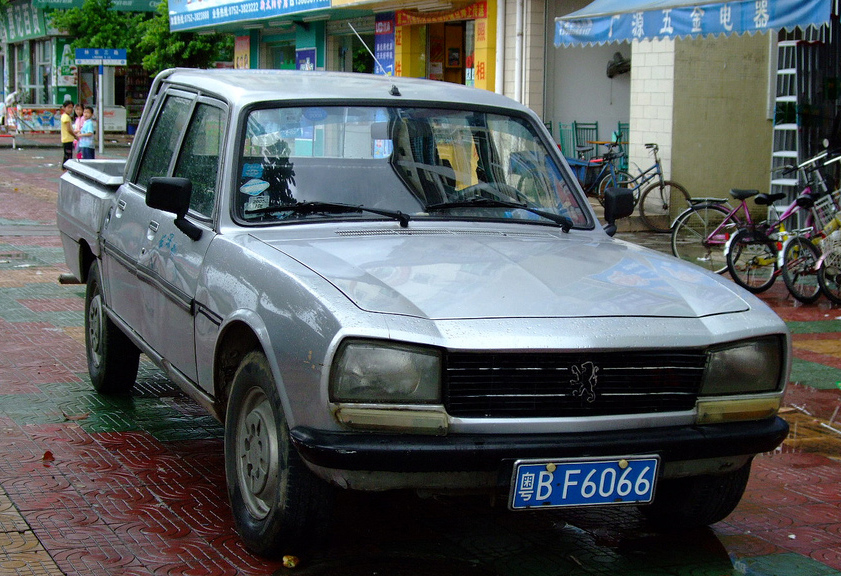
504 pick-up à quatre portes en Chine.

Guangzhou Peugeot Automobile Company (GPAC) est une coentreprise entre Peugeot et Guangzhou Automobile ayant été en activité entre 1985 et 1997

## Historique
La coentreprise est créée en mars 1985. 
Peugeot et Guangzhou assemblent à Guangzhou (Canton, en Chine) la Peugeot 504 pick-up, rejointe en 1987 par le break et la berline quatre portes ainsi que la Peugeot 505 en CKD. 
La production est de 3 000 voitures en 1987 et de 20 800 voitures en 1993.

## Fin de la coentreprise
Les rivalités politiques entre Pékin et Guangzhou, ainsi que l'inexpérience du partenaire, l'obsolescence des modèles proposés et la naïveté de la direction française, entraînent l'échec de la coentreprise. En 1993, la Commission d’Etat de Développement décide que les coentreprises n’atteignant pas 150 000 unités produites en 1997 seront abandonnées. Guangzhou-Peugeot est loin de l'objectif et la marque au lion jette l'éponge avec 1,6 milliard de yuans de dettes. Les parts que la marque française possède dans la coentreprise sont revendues au constructeur japonais Honda pour former Guangzhou-Honda. 

## Avenir de Peugeot en Chine
Le Groupe PSA maintient alors sa présence en Chine par le biais de Citroën, la marque aux chevrons ayant noué une coentreprise avec le constructeur chinois Dongfeng. Le nom de cette joint-venture est Shenlong. En anglais, la joint-venture est appelée Dongfeng Citroën Automobile Company, qui deviendra Dongfeng Peugeot-Citroën Automobiles en 2002 afin de préparer retour de la marque Peugeot en Chine.

## Modèles
- Peugeot 504
- Peugeot 505

La Peugeot 405 devait également être assemblée par GPAC, mais l'industrialisation du modèle n'a jamais eu lieu.